# 1. rozdanie nagród Złotych Malin
1. rozdanie nagród Złotych Malin – antynagroda Złota Malina przyznana w poszczególnych kategoriach za rok 1980.
Nagroda za najgorszy całokształt twórczości: Ronald Reagan.
| Kategoria                      | Dla                                          | Za                                                                 |
| ------------------------------ | -------------------------------------------- | ------------------------------------------------------------------ |
| Najgorszy film                 | Allan Carr                                   | Can’t Stop the Music                                               |
| Najgorszy film                 | Jerry Weintraub                              | Zadanie specjalne                                                  |
| Najgorszy film                 | Steve Shagan                                 | Wzór                                                               |
| Najgorszy film                 | Sean S. Cunningham                           | Piątek, trzynastego                                                |
| Najgorszy film                 | Jerry Leider                                 | The Jazz Singer                                                    |
| Najgorszy film                 | Jennings Lang                                | Naga bomba                                                         |
| Najgorszy film                 | William Frye                                 | Podnieść Titanica                                                  |
| Najgorszy film                 | Stanley Donen                                | Saturn 3                                                           |
| Najgorszy film                 | Mike Lobell                                  | Okna                                                               |
| Najgorszy film                 | Lawrence Gordon                              | Xanadu                                                             |
| Najgorszy aktor                | Neil Diamond                                 | The Jazz Singer                                                    |
| Najgorszy aktor                | Bruce Jenner                                 | Can’t Stop the Music                                               |
| Najgorszy aktor                | Anthony Hopkins                              | Zmiana pór roku                                                    |
| Najgorszy aktor                | Robert Blake                                 | Od wybrzeża do wybrzeża                                            |
| Najgorszy aktor                | Richard Dreyfuss                             | Konkurs                                                            |
| Najgorszy aktor                | Michael Caine                                | W przebraniu mordercy The Island                                   |
| Najgorszy aktor                | Sam J. Jones                                 | Flash Gordon                                                       |
| Najgorszy aktor                | Kirk Douglas                                 | Saturn 3                                                           |
| Najgorszy aktor                | Michael Beck                                 | Xanadu                                                             |
| Najgorsza aktorka              | Brooke Shields                               | Błękitna laguna                                                    |
| Najgorsza aktorka              | Sondra Locke                                 | Bronco Billy                                                       |
| Najgorsza aktorka              | Valerie Perrine                              | Can’t Stop the Music                                               |
| Najgorsza aktorka              | Nancy Allen                                  | W przebraniu mordercy                                              |
| Najgorsza aktorka              | Faye Dunaway                                 | Pierwszy śmiertelny grzech                                         |
| Najgorsza aktorka              | Farrah Fawcett                               | Saturn 3                                                           |
| Najgorsza aktorka              | Shelley Duvall                               | Lśnienie                                                           |
| Najgorsza aktorka              | Deborah Raffin                               | Dotyk miłości                                                      |
| Najgorsza aktorka              | Talia Shire                                  | Okna                                                               |
| Najgorsza aktorka              | Olivia Newton-John                           | Xanadu                                                             |
| Najgorszy aktor drugoplanowy   | John Adames                                  | Godziny                                                            |
| Najgorszy aktor drugoplanowy   | Laurence Olivier                             | The Jazz Singer                                                    |
| Najgorszy aktor drugoplanowy   | Marlon Brando                                | Wzór                                                               |
| Najgorszy aktor drugoplanowy   | David Selby                                  | Podnieść Titanica                                                  |
| Najgorszy aktor drugoplanowy   | Charles Grodin                               | Jak za dawnych, dobrych czasów                                     |
| Najgorsza aktorka drugoplanowa | Amy Irving                                   | Honeysuckle Rose                                                   |
| Najgorsza aktorka drugoplanowa | Marilyn Sokol                                | Can’t Stop the Music                                               |
| Najgorsza aktorka drugoplanowa | Betsy Palmer                                 | Piątek, trzynastego                                                |
| Najgorsza aktorka drugoplanowa | Georg Stanford Brown                         | Czyste szaleństwo                                                  |
| Najgorsza aktorka drugoplanowa | Elizabeth Ashley                             | Okna                                                               |
| Najgorszy reżyser              | Robert Greenwald                             | Xanadu                                                             |
| Najgorszy reżyser              | Nancy Walker                                 | Can’t Stop the Music                                               |
| Najgorszy reżyser              | William Friedkin                             | Zadanie specjalne                                                  |
| Najgorszy reżyser              | Brian De Palma                               | W przebraniu mordercy                                              |
| Najgorszy reżyser              | John G. Avildsen                             | Wzór                                                               |
| Najgorszy reżyser              | Michael Ritchie                              | The Island                                                         |
| Najgorszy reżyser              | Sidney J. Furie, Richard Fleischer           | The Jazz Singer                                                    |
| Najgorszy reżyser              | John Trent                                   | Szaleństwo wieku średniego                                         |
| Najgorszy reżyser              | Stanley Kubrick                              | Lśnienie                                                           |
| Najgorszy reżyser              | Gordon Willis                                | Okna                                                               |
| Najgorszy scenariusz           | Bronte Woodward i Allan Carr                 | Can’t Stop the Music                                               |
| Najgorszy scenariusz           | Erich Segal, Ronni Kern, Fred Segal          | Zmiana pór roku                                                    |
| Najgorszy scenariusz           | William Friedkin                             | Zadanie specjalne                                                  |
| Najgorszy scenariusz           | Steve Shagan                                 | Wzór                                                               |
| Najgorszy scenariusz           | Eleanor Bergstein                            | Teraz moja kolej                                                   |
| Najgorszy scenariusz           | Carl Kleinschmitt                            | Szaleństwa wieku średniego                                         |
| Najgorszy scenariusz           | Adam Kennedy, Eric Hughes                    | Podnieść Titanica                                                  |
| Najgorszy scenariusz           | Hesper Anderson                              | Dotyk miłości                                                      |
| Najgorszy scenariusz           | Barry Siegel                                 | Okna                                                               |
| Najgorszy scenariusz           | Richard Christian Danus, Marc Reid Rubel     | Xanadu                                                             |
| Najgorsza piosenka             | George Duning i Andrew Fenady                | „The Man With Bogart's Face” z filmu Mężczyzna z twarzą Bogarta    |
| Najgorsza piosenka             | Jacques Morali                               | „Can’t Stop the Music” z filmu Can’t Stop the Music                |
| Najgorsza piosenka             | Henry Mancini, Marilyn Bergman, Alan Bergman | „Where Do You Catch The Bus for Tomorrow?” z filmu Zmiana pór roku |
| Najgorsza piosenka             | Neil Diamond                                 | „You, Baby, Baby!” z filmu The Jazz Singer                         |
| Najgorsza piosenka             | John Farrar                                  | „Suspended in Time” z filmu Xanadu                                 |